# L'altare e lo scorpione
L'altare e lo scorpione (The Altar and the Scorpion) è un racconto breve scritto da R. E. Howard appartenente al ciclo di Kull di Valusia e pubblicato dopo la morte dell'autore.

## Storia editoriale
Il racconto venne scritto nel 1928 e proposto per la pubblicazione alla rivista Weird Tales, ma non venne accettato. La prima pubblicazione avvenne nella sua versione editata all'interno del libro King Kull della Lancer Books nel 1967 mentre la versione originale priva di interventi terzi venne pubblicata dalla Del Rey Books nel 2006 all'interno di Kull: Exile of Atlantis.
Il racconto venne pubblicato in Italia per la prima volta nel 1975 all'interno del volume Kull di Valusia edito da Editrice Nord, corrispondente all'edizione Lancer; La traduzione del testo originale venne pubblicata dalla Mondadori nella raccolta integrale Kull. Esule di Atlantide nel 2008, corrispondente all'edizione Del Rey.

## Fumetti
Il racconto breve è stato utilizzato dalla Marvel Comics come fonte per la realizzazione di un fumetto di Conan il Barbaro nel 1975.
| Data        | Edizione inglese                       | Titolo                      | Titolo italiano          | Sceneggiatura | Disegni      | Colori         | Copertina    | Prima edizione italiana              | Data italiana |
| ----------- | -------------------------------------- | --------------------------- | ------------------------ | ------------- | ------------ | -------------- | ------------ | ------------------------------------ | ------------- |
| Giugno 1975 | Conan the Barbarian 52 (Marvel Comics) | The Altar and the Scorpion! | L'altare e lo scorpione! | Roy Thomas    | John Buscema | Phil Rachelson | John Buscema | Conan & Ka-Zar 26 (Editoriale Corno) | Marzo 1976    |

## Edizioni
- The Altar and the Scorpion, in King Kull, Lancer Books, settembre 1967.
- The Altar and the Scorpion, in Kull: Exile of Atlantis, Del Rey Books, ottobre 2006.
- L'altare e lo scorpione, traduzione di G. L. Staffilano, in Fantacollana 9, Editrice Nord, settembre 1975.
- L'altare e lo scorpione, traduzione di Giuseppe Lippi, in Urania 1, Mondadori Editore, aprile 2008.